# César Lora
César Lora (Moscarí, Bolivia, 15 de agosto de 1927- Sacana, 29 de julio de 1965) es un sindicalista minero y militante Trotskista boliviano, integrante del Partido Obrero Revolucionario(POR) y hermano del gran líder de izquierda Guillermo Lora. 

## Nacimiento
César Lora nació el 15 de agosto de 1927, probablemente en la finca rústica de su padre cerca a Moscarí, municipio de San Pedro de Buena Vista, y pasó su infancia en Uncía, a cuya escuela asistió. Pasó parte de su vida en el campo y debutó en las preocupaciones sociales como el portavoz natural de la historia aborigen que no paró decididamente más tarde a identificarse con el proletariado, la clase revolucionaria de nuestro tiempo.
Buscó modernizar el campo como ya lo había intentado su padre. Con la ayuda de un manual de aves de corral, examinó cientos de pollos que no podían encontrar un mercado. Sus padres no eran revolucionarios y el marxismo no le llegaba de un solo canal a través de los libros, como suele ser el caso, o la influencia de compañeros, que se empujan demasiado pronto. Hasta la adolescencia no era un chico ligado a los libros, aunque su hermano mayor Guillermo Lora sí lo era, y no se cansaba de proporcionarle material de lectura. Desde la más temprana edad apareció como el líder natural de las clases de niños. Era el amo de las montañas y los acantilados. Uno de sus primeros amigos de aventuras cuenta cómo demostró su voluntad de hierro probando su fuerza levantando los puños para golpearlos contra las paredes, cómo reunió cientos de jilgueros y los crio, etc. Adquirió una resistencia y agilidad excepcionales, podía atrapar a un perro en una carrera rápida o dominar al caballo más rápido o girar al toro por los cuernos, con la misma fuerza y facilidad con que atraparía una cabra, lanzando sus patas a dos bolas de piedra atadas con una cuerda.

## La ida a Oruro
Presionado y aconsejado por sus hermanas mayores, se mudó a Oruro (a los 13 o 14 años), tomó la firme decisión de ingresar a la Politécnica de la Universidad Técnica y conciliar sus estudios para complacer a su familia, pero como era habitual en él, no guardar los certificados de estudios los obstáculos de los trámites le impedían matricularse.
En ese momento decidió estudiar e incluso participó en un curso de inglés, pero no pudo ingresar a la  Universidad Tecnológica de Oruro , frustrando sus planes profesionales. Siempre ha demostrado una gran capacidad para la mecánica y una imaginación creativa.
Durante su estancia en Oruro compartió humilde habitación con su hermano Guillermo Lora. Ya estaba involucrado en su aprendizaje revolucionario y estaba totalmente absorto en su actividad conspirativa, inmerso en los libros.
Lora parecía estar al margen de la sociedad. Esta aparente humildad ocultaba un cierto orgullo por la vida sencilla y una actitud de desprecio por lo superfluo y por la vida social. Montones de libros y papeles estaban almacenados en mantas raídas en el suelo. En la habitación miserable, oscura, sin ventilación, sin muebles, no había nada más que una estufa para cocinar patatas.
Todos los recursos y esfuerzos se pusieron en la construcción de las células poristas y en la organización de grupos de capacitación con los trabajadores. El "Partido Revolucionario de los Trabajadores" vivía uno de sus momentos cruciales, se había arrojado en medio de las masas, dejando atrás el período grupal de la propaganda intelectual. César Lora sin saberlo. César observó esto, entre atraído y horrorizado por este mundo subterráneo, sin penetrar el secreto de la actividad conspirativa. Leyó algunos periódicos, hojeó libros, folletos y revistas y así tuvo su encuentro con la actividad revolucionaria. Su hermano Guillermo, sin darse cuenta de que él era el arrancador de este cautivador, apasionante camino, lleno de espinas y acantilados que es la política revolucionaria.

## Entre marxismo y nacionalismo
Todo el país quedó profundamente conmovido por las ardientes, apasionadas y visionarias llamadas "Tesis de Pulacayo". Una corneta que llamaba a la clase obrera a organizarse política y estructuralmente de forma independiente, poniendo la cabeza de las masas que luchaban contra la restauración oligarquía "rosquera" materializando la bandera de nacionalización de las minas a través de su ocupación por la acción directa de las masas y la necesidad de organizar un "Gobierno Obrero y Campesino".
Además de ser el mensaje radical de los mineros, fue la palabra del Trotskismo, del Partido Obrero Revolucionario (Bolivia), pronunciada en voz alta y desafiante. En la historia marxista boliviana nunca ha habido un documento más impresionante con mayor significado histórico. 

Las "Tesis de Pulacayo" se encarnaron en el joven "César Lora". Todo el país se dividió entre partidarios y opositores de este memorable documento. En el caso del joven “Cesar”, fue el primer contacto con la actividad conspirativa, con todo el romance que despierta en la mente de los jóvenes, esta obra fue el primer hito de su encuentro con el trotskismo.
Desde el "Congreso Minero de Pulacayo" (1946) se identificó con el proletariado, sin cobrar, y dirigió su vida y pasión hacia la clase revolucionaria. Su trotskismo, plenamente identificado con el "Partido Revolucionario de los Trabajadores", era incipiente. Los cambios en su pensamiento y en su forma de vivir se materializaron en el traslado a Llallagua, para estar más cerca de las minas y el contacto con los mineros. Para luchar con los explotados de las ciudades y las minas, se convertirá en un asalariado.
La dura lucha contra la rosca, las grandes empresas mineras y contra los gobiernos militares, vinculó al  Cesar Lora  con los activistas del Movimiento Nacionalista Revolucionario que estaban viviendo sus días de euforia "antiyanqui", teniendo los sindicatos casi las mismas posiciones tomadas por las "brigadas poristas", se puede decir que los "poristas" dieron la línea política a los "movivistas". Los trabajadores afiliados al  Movimiento Revolucionario Nacionalista  (la mayoría solo atribuía formalmente a su partido las ideas que consideraban más revolucionarias) casi siempre se guiaban solo por su instinto de clase, que los acercaba a los poristas  .
Por tanto, no es de extrañar que César Lora viviera un período de oscilación por el nacionalismo (“Movimiento Nacionalista Revolucionario”), incluso siendo considerado militante de esta corriente por algunos.

## Servicio militar obligatorio
No ocultó su aversión a los militares, particularmente a las altas esferas, quienes a lo largo de la historia boliviana llevaron a la represión, muchas veces sangrienta, de los trabajadores y campesinos. Esta actitud le creó muchas dificultades cuando tuvo que cumplir el servicio militar obligatorio.
El Comando del Regimiento lo había enviado al "Curahuara de Carangas", una región desértica y remota del departamento de Oruro, como castigo por sus constantes roces con sus superiores. En este tipo de fortaleza perdida en la Cordillera de los Andes los soldados apenas podían sobrevivir con una dieta pobre, hecha especialmente de carne de llama y quinoa.
César conoció en su lugar de encierro José Fellman Velarde, de quien se hizo amigo. Este exmilitante "movivista", ejerció influencia política sobre algunos soldados, incluido el famoso Zachary Plaza quien luego se convertiría en el principal perseguidor de “César Lora”.
Con este grupo terminó organizando una rebelión contra el comandante de 'Curahuara'. Sofocada la revuelta, los conspiradores fueron llevados al 'Panáptico Nacional' en La Paz y sometidos a procesamiento militar. "César Lora" soportó estoicamente el dolor, la tortura física y el hambre, pero no pudo soportar la privación de libertad. Era, sobre todo, un hombre de acción y necesitaba libertad. Sin embargo, la prisión lo ayudó a madurar.
Mientras tanto Guillermo Lora , fue suficiente para ayudarlo proporcionándole una lectura "porista". El "César" encuentra inmediatamente su eje político y se convierte en un "porista" militante, entregándose en cuerpo y alma a la politización ya las actividades partidistas para no abandonar jamás.

## La prueba de fuego
El porista militante tuvo su prueba de fuego en la lucha, tanto en la lucha de masas contra el entonces todopoderoso "Movimiento Nacionalista Revolucionario", como en las batallas dentro del "Partido Revolucionario de los Trabajadores" contra los  Pabloites  (una curiosa mezcla de ultraizquierdismo y nacionalismo antitrotskista), que basaba sus ideas políticas en el supuesto de que  lechinismo ("movimiento" de izquierda en el poder) era el "Partido de los Trabajadores" y, por tanto, debían convertirlo en el eje de la actuación diaria de la clase obrera, que, si no estaba ya en el poder, al menos estaba a sus puertas.
"César Lora" se ha convertido en uno de los pilares de la facción que defendió con firmeza los principios bolcheviques, tanto programática como organizativamente, y que luchó y desenmascaró a los revisionistas que se deslizaron hacia la posición nacionalista. Su hermano  Guillermo  fue la figura más visible en esta batalla y  César  se identificó plenamente con él, no por motivos familiares, sino por principios políticos claramente definidos.  Cesar  ya estaba trabajando en  mina siglo XX  y logró unir a algunos mineros a su alrededor, quienes pronto se convirtieron en la columna vertebral del  POR  a nivel nacional .
Enarbolar la bandera  porista  en este momento significaba estar en contra del Estado, contra el  nacionalismo , que en ese momento vivía su período de mayor fuerza, contra el nacionalismo de izquierda y el estalinismo, contra la mayoría de trabajadores víctimas de la propaganda oficial y de los peores prejuicios.
La larga lucha en posiciones minoritarias, rechazada por las asambleas y cruelmente perseguida, los "poristas" necesitaban una firme convicción de principios y una fuerte voluntad militante, esto es lo que logró "César Lora" en este período. Se podría decir que si el "Partido Revolucionario de los Trabajadores" no hubiera tenido este pilar fuerte en los centros mineros, habría tardado mucho más en penetrar en las principales clases obreras, y aclarar a las masas la demagogia "movivista", etc.
Un poco más tarde aparece Isaac Camacho en las minas y de alguna manera complementa el trabajo de "César Lora", ayudando a superar algunas de sus deficiencias y convirtiéndose en su mayor amigo y colaborador. "César" fue la pasión abrumadora que conquistó a los trabajadores, "Camacho" se dedicó al trabajo diario del paciente para organizarlo.
César Lora sabía muy bien que estaba inmerso en una lucha titánica y trascendente por el Partido, era uno de nuestros militantes más duros. La experiencia ha demostrado que para llegar a las masas y convencerlas, debemos llamar a las cosas por su nombre real.

## Fallecimiento
Poco después de la contrarrevolución liderada por René Barrientos Ortuño, en noviembre de 1964, su vida cambió de rumbo, abandonó la mina luego de que el gobierno iniciara la persecución contra sus opositores y se refugiara en una pequeña aldea al norte de Potosí, donde lo esperaban sus asesinos, dispuestos a obedecer las órdenes de la Junta Militar y la CIA.
Isaac Camacho, fiel compañero y testigo ocular del hecho, dejó un vivo testimonio del día y la hora en que fueron victimizados: "El 29 de julio de 1965 usted se encontraba en las afueras de Sacana, ubicado a tres leguas de San Pedro de Buena Vista. Cerca de la confluencia de los ríos Toracarí y Ventilla, se encontró con un grupo de civiles al mando de Próspero Rojas, Eduardo Mendoza y otro llamado Osio. Enrique Moreno, que le contrató una mula, fue el encargado de informarle. Una vez detenido, lo llevaban a la cárcel de San Pedro, pero en el camino, a unos metros de ese cruce del río, te empezaron a golpear y de repente oyeron un disparo. Fue entonces cuando cayó boca abajo al suelo, con sangre goteando de su cabeza y su corazón se detuvo. El disparo, seco y certero, lo mató instantáneamente.
Cuando los asesinos te dejaron en el mismo camino por el que habían venido, "Isaac Camacho", de rodillas y sosteniéndote en sus brazos, confirmó que la bala entró en tu ceja derecha y atravesó tu cráneo. Te mataron a los 38 años, que bien pudo haber sido 60 o 90, ya que siempre viviste contrarreloj y enfrentando tu propio destino."
Su cuerpo fue transportado a Siglo XX y velado en la sede del sindicato, donde las personas más humildes desfilaron al pie de su ataúd. Los campesinos, con su expresión sombría, envueltos en sus ponchos negros, venían en caravanas desde pueblos lejanos para darles entierro, mientras los mineros, con furia en la mirada y puños en alto. Estuvieron de guardia día y noche, hasta el momento en que su ataúd fue levantado sobre el hombro de los mineros más jóvenes y comenzaron a caminar por las calles, abriéndose paso entre la multitud que asistía a su funeral.
En la Plaza de Llallagua y en las puertas del cementerio, una multitud concentrada en un estado de furia vitoreó fuerte. Los mineros y campesinos, rindieron un oportuno homenaje y se despidieron con discursos que prometían vengar su muerte, lágrimas de tristeza brotaron de corazones y de labios palabras de profunda tristeza.